# Denise Thiémard
Denise Thiémard (* 24. März 1960 in Orsonnens) ist eine ehemalige Schweizer Speerwerferin.
Bei den Leichtathletik-Europameisterschaften 1986 in Stuttgart wurde sie Zwölfte, bei den Leichtathletik-Weltmeisterschaften 1987 in Rom schied sie in der Qualifikation aus, und bei den Olympischen Spielen 1988 in Seoul wurde sie Neunte.
Neunmal wurde sie nationale Meisterin (1983, 1985–1992). Am 4. Juli 1987 stellte sie mit 64,04 m den endgültigen Schweizer Rekord mit dem alten Speermodell auf.